# 西倾山
西倾山属于昆仑山系东端的支脉，因其地势从东南向西北略有倾斜，故称西倾山，又名嵹台山，为洮河发源地。山脉主体部分在青海省河南蒙古族自治县南部，向东和东南方向延伸至甘肃省甘南藏族自治州碌曲县和玛曲县。山脉呈西北——东南走向，海拔在4200-4500米左右，最高峰哲合拉布肖峰，海拔4510米，位于甘、青交界处。山体主要由三叠纪灰岩、砂岩类板岩、泥质灰岩组成。山地上部多遗留有古冰斗、冰川沉积。冻土地貌发育，沼泽分布广泛。山体北坡平缓，南坡濒临黄河谷地，高度较大。河流切穿多处主脊，形成峡谷。

## 延伸阅读
[在维基数据编辑]
 《欽定古今圖書集成·方輿彙編·山川典·西傾山部》，出自陈梦雷《古今圖書集成》